# 文卡塔斯·普拉薩德
文卡塔斯·普拉薩德（Venkatesh Prasad，1987年9月18日—），印度男子羽毛球運動員，專長雙打項目。

## 簡歷
2017年3月，文卡塔斯·普拉薩德與傑格迪什·亞達夫合作出戰牙買加羽毛球國際賽男子雙打項目，並在決賽中以2比0的成績（21-14、21-11）擊敗了斯洛伐克選手兼頭號種子米兰·德拉特瓦/马捷·林尼坎組合，奪得個人生涯首個國際賽冠軍。

## 主要比賽成績
只列出曾進入準決賽的國際賽事成績：
| 年份   | 賽事                 | 公開賽級別 | 項目     | 拍檔            | 成績   |
| ------ | -------------------- | ---------- | -------- | --------------- | ------ |
| 2017年 | 牙買加羽毛球國際賽   | 國際系列賽 | 男子雙打 | 傑格迪什·亞達夫 | 冠軍   |
| 2019年 | 貝寧羽毛球國際賽     | 國際系列賽 | 男子雙打 | Aravind Kongara | 亞軍   |
| 2019年 | 科特迪瓦羽毛球國際賽 | 國際系列賽 | 男子雙打 | Aravind Kongara | 準決賽 |

| 2007-2017年 | 首要超級賽 | 超級賽 | 黃金大獎賽 | 大獎賽 | 國際挑戰賽 | 國際系列賽 | 未來系列賽 | 其他 |

| 2018-2026年 | 總決賽 | 超級1000賽 | 超級750賽 | 超級500賽 | 超級300賽 | 超級100賽 | 國際挑戰賽 | 國際系列賽 | 未來系列賽 | 其他 |